# 디에고 산체스

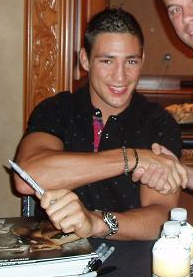

디에고 산체스(Diego Sanchez, 1981년 12월 31일 ~ )는 미국의 프로 종합격투기 선수이다. 2002년부터 프로 선수로 활동했으며 대부분 시간을 얼티밋 파이팅 챔피언십(UFC)로 보냈다.
멕시코계 미국인 가정에서 1981년 12월 31일 태어나 앨버커키에서 자랐다.